# 月本愛
月本 愛 （つきもと あい、1994年12月9日 - ）は、日本の元AV女優。LINX所属。神奈川県出身。上野オークラ劇場3代目マスコットガール。

## 略歴・人物
趣味・特技は散歩。
2016年にデビューした巨乳のロリ系AV女優で、デビュー作で処女を喪失。
ファイブプロモーション（マークスグループ）に所属していたが、2016年6月のマークスグループ解散・再編によりLINX所属となった。
2017年5月、アダルトビデオメーカー・h.m.pの営業部員としての活動も開始。
2017年6月、上野オークラ劇場3代目マスコットガールに選出。
2017年6月8日～6月11日、TAE(Taiwan Adult Expo)台灣成人博覽會に出演。
2018年5月6日、ツイッターで5月31日をもって引退することを発表。
2018年6月30日、ツイッターを閉鎖。

## 出演作品

### アダルトDVD
- 舌だけでイカせてもらえないか? 〜ペロペロとチロチロとチュパチュパと這い回るベロが好き〜（4月15日、SEX Agent）他出演:涼宮琴音、白間れおな、真琴りょう、宇野杏奈、柴崎ひかる、柳あきら、河音くるみ
- 360度1回転主観手コキ 〜この素晴らしき女のカラダの全てを眺めながらシゴかれたい〜（4月15日、SEX Agent）他出演:白間れおな、木下寧々、真琴りょう、宇野杏奈、芦屋玲美、柳あきら、橘メアリー
- 体位別に味わうイラマチオ 〜もはや縦横無尽、女のコの口を性処理の穴として扱う悦び〜（4月15日、SEX Agent）他出演:白間れおな、宇野杏奈、真琴りょう、木下寧々、芦屋玲美、柳あきら、伊藤果夏
- 縁なしカネなし知識なし。東京来たけどやることない。ハダカの仕事がセーフティーネット。（4月22日、バルタン）
- 『私、シタことないんです…』 就活中の女子をナンパしたらまさかの処女!? 初エッチの後、カノジョ面してきたので黙って中出しAVデビューさせちゃいました。（4月25日、ナンパJAPAN）
- 学校に内緒でパンツを売ってマ●コを見せる女 JK・月本愛（5月6日、ワニッチ）
- 健康的ロリっ娘Gカップ美少女 スケベボディーなのに経験人数たったの1人。 ド素人エロビデビュー（5月19日、チキチキジュリー）
- 被虐系MIXプロレス 6（6月3日、バトル）
- SOD女子社員フェラチオシンデレラ選手権（6月9日、SODクリエイト）※「飯田柚子」名義　共演:中島葵、岩井亜美、勅使河原紗英、森田果歩
- 田舎育ちのGカップ元気印少女 巨根に貫かれ涙目でガチイキ（6月25日、ブロッコリー）
- 夜行バスで媚薬を擦り込まれ中出しされた美巨乳女は薬の効果が切れず近くの男を発情逆レイプ（7月8日、DOC）他出演:真田美穂、星空キラリ
- 家出した爆乳JKを自宅で監禁調教したら愛されて…（7月20日、スターパラダイス）
- 美少女即ハメ白書 50（7月22日、ソクハメラボ）他出演:涼海みさ、羽月希、藤咲エリカ
- オールNTR(ネトラレ)シチュエーション 妄想アイテム究極進化シリーズ 真・時間が止まる腕時計 パート6 禁断の寝取り中出しスペシャル（8月6日、ROCKET）共演:福咲れん　他出演:斉藤みゆ、ERIKA
- 童貞(嘘だよ～)の僕が近所の人妻さんに性相談をしたら見事にやらせてくれた!めっちゃハッピー(＾ω＾) Vol.2（8月6日、F&A）他1名出演
- お金の為だと割り切って友達だけどSEXして下さい!! JK編 vol.2（8月12日、DOC）※「ちずる」名義　他出演:ゆうか、あゆみ、もも、みく、さき、あや
- 俺の妹、俺が処女を奪った 調教済み巨乳なんです… チェリーズれぼさんで撮ってもらえませんか?（8月13日、チェリーズれぼ）
- 女監督ハルナの素人レズナンパ 104 女子力高めな同僚OL同士の嬉し恥ずかし初レズ貝合わせイキまくり体験!（8月15日、ピーターズ）他出演:川越ゆい、はるのるみ ほか
- ヤリマン2名に囲まれた地味女子は合コンでヤリマン化するのか?（8月16日、ヤリマン伝説）共演:望月さくら、月島遥花
- 来店した江●島ビキニギャルを必ず悶絶絶頂させるオイルエステ（8月19日、MAGIC）他出演:二階堂ゆり、涼宮はるか、七原ヒカリ
- どこまでヤレる!? 浴衣洗体エステのお姉さん（8月20日、スターパラダイス）他出演:生駒はるな、なつめ愛莉
- 素人娘の恥ずかしい女体観察 3（8月20日、スターパラダイス）他出演:なつめ愛莉、倉木ひな、黒崎潤、生駒はるな、春菜絵美
- 神波多一花さんが呼んできたお友達と乱交（9月1日、ZUKKON/BAKKON）共演:神波多一花、美咲ゆう、日高結愛、相澤ゆりな、望月さくら、佐野あおい、三宅美香
- 伊豆長岡温泉で見つけたお嬢さん タオル一枚 男湯入ってみませんか?　ユーザー様リクエストNo.1の特別ミッション! 「男性客の股間にマッサージオイルを塗って自分の股間で揉みほぐしてあげる」 素股でドピュと大暴発スペシャル!!!（9月8日、SODクリエイト）他出演:彩奈リナ、雨音わかな、霧生ゆきな ほか
- スケベな親子がエッチなゲーム一転知らずに近親相姦 スカート巾着で娘の裸当ててみて!ゲーム 2 巻き上がったスカートで顔は隠しておっぱい、オマ○コ丸出し状態!見て、触って、ハメて、父親は自分の娘がわかるかな!?（9月8日、ROCKET）共演:並木杏梨、相澤ゆりな
- 裁判官ヒロイン ジャッジリア（9月9日、GIGA）共演:しじみ
- 真面目な義理の妹を犯していたらその現場を目撃したヤリマンの義理のお姉ちゃんは、怒るどころか発情してしまい次はボクの精子が無くなるまで何度も犯されてしまいました…（9月19日、Hunter）共演:逢沢るる　他出演:河音くるみ、さとう愛理、斉藤みゆ、跡美しゅり
- 最新デジカメを買ったので、折角だからソソるギャル系モデルを雇ってファッション系のカッコイイ写真でも撮ろうと思ったら、ギャルモデルがなんと「脱いでも良いよ」とアピール!（9月22日、SOSORU×GARCON）他出演:愛咲えな、葉山美空
- 放課後100センチGカップ処女同然娘 【野外露出】失神寸前【喉奥イラマ】SNS中年5名【集団連続妊娠中出し】 体液まみれ被虐マゾ育成記録（9月23日、同人AV倶楽部）
- ウブでまじめなメガネっ娘 月本さん（10月1日、プラネットプラス）
- 本番禁止の都内有名デリヘルでただ口説いてヤルだけじゃ収まらない! ぎらついた男たちがデリヘル嬢に生中出しするまで コスプレデリヘル集 8（10月6日、Mr.michiru）他出演: 神波多一花、日高結愛、今井まい
- 僕だけのいいなり女子校生 あい（10月14日、宇宙企画）※「あい」名義
- 征服 乳出し投稿 ゆとりカップルバカ一代（10月14日、マニア9）
- 嫁の連れ子にイタズラしていたらやりすぎてドマゾになってしまった件ww（10月19日、MARX）
- 種付け近親相姦 妹夜這い お兄ちゃんの精子で孕んでくれ! 2（10月20日、Mr.michiru）他出演:水城りの、葉山美空、里美まゆ
- クギづけ! 目が奪われる瞬間 学校編 学校内で偶然見かけたラッキースケベ!この後まさかの…神・展・開!!!!（10月21日、MAGIC）他出演:相澤ゆりな、加納綾子
- 発育してむちエロくなったツンデレ幼馴染が両親の留守中に俺の世話しにやってきた!!「全裸家政婦になれよ」と命令したら「仕方なく見せてあげてるんだからねッ」と言いながらも淫乱マゾ化したので…（11月4日、ゲッツ!!）他出演:羽田璃子、若槻みづな
- ショック!　中学まではペチャパイだったお姉ちゃんが高校生になった途端に巨乳になったと思ったら、地元でかなり有名なヤリマンになっていた! 当然、巨乳でヤリマンの友達は巨乳でヤリマンだから姉の部屋(ボクと相部屋)に遊びに来ては二段ベッドの上からエッチにボクを誘惑してきてセックスを強要!しかも全員中出しを強要!　童貞だったボクは今では立派なヤリチンです。（11月7日、Hunter）他出演:浜崎真緒、塚田詩織、折原ほのか、星空もあ、広瀬うみ
- 愛する妻からの衝撃の寝取られビデオレター! 7 個室ビデオでエロDVDを見てたら妻が俺への当てつけで知らない男に種付けされた!（11月10日、Mr.michiru）他出演:蓮実クレア、今井まい、真田美樹
- 「お願いだから1回だけ…」 高齢なのに旦那よりバキバキに反り返る勃起チ○ポの義父を見て子宮が疼くセックスレス妻! 本気汁垂れ流しで絶対秘密の逆夜這い! 2（11月11日、V&R PRODUCE）他出演:彩奈リナ、瀬田奏恵、波木真由
- 巨乳イベントモデル淫交撮影会（11月18日、クリスタル映像）共演:彩奈リナ、浅美結花、桜乃ゆいな
- 巨乳地下アイドルが地上波番組のオーディションを勝ち残るために強制枕営業（11月18日、クリスタル映像）
- 母と娘のトライアングルレズビアン Love Triangle（11月18日、クリスタル映像）共演:絢森いちか、加藤ツバキ
- ムチムチかわいい女の子 抱き心地、突き心地抜群の肉感巨乳っ娘限定（11月19日、タマネギ）他出演:河音くるみ ほか
- マジックミラー号 本屋に居た巨乳地味メガネっ子に官能小説を読ませたら、四十八手の体位を受けいれるほどエッチな気持ちになってました（11月23日、SODクリエイト）他出演:相澤ゆりな、はるのるみ
- 爆乳妻スワッピングパーティ（11月23日、F&A）共演:彩奈リナ、相澤ゆりな
- 秋葉原でお散歩したJKと裏オプでラブホへ。我流のヌルヌルマットプレイ密着サービスが気持ち良すぎて辛抱たまらず中出ししまくり!!（12月2日、ゲッツ!!）他出演:小池奈央、佐山杏里
- いもうと系巨乳幼なじみとAV鑑賞!! 童貞おっぱい星人の僕は胸チラ悩殺されて辛抱たまらずフル勃起してしまい…（12月2日、ゲッツ!!）他出演:宮崎あや、若槻みづな
- マジックミラー号 150cm以下の低身長20代女性が極太バイブ体験!! in豊島区（12月8日、SODクリエイト）※「まい」名義　他出演:るか、のあ、さくら、りさ、なみ、ちひろ、あゆ、ゆま、ななみ
- 【マスクのすすめ】 一番ヤバイJKエンコーはこれ! FILE02（12月13日、EROTICA）
- 家庭教師が巨乳受験生にした事の全記録 隠撮カメラFILE (12月15日、グローリークエスト)
- 巨乳家政婦の無自覚誘惑（12月22日、F&A）共演:彩奈リナ、相澤ゆりな
- 《新人AV女優》 月本愛に酒を飲ませてみたらとんでもないことになった!（12月23日、フルセイル）
- せめてゴム付けて…あっ! うわ…これマジで顔バレしちゃうだろ…ってレベルの美人奥さん達が平日の真っ昼間から口説き落とされてAV出演とかどうかしてるぜ。 「ガチンコ中出し! 顔出し! 人妻ナンパ」 in 下北沢（12月25日、ビッグモーカル）他4名出演

- この娘、犯してやる…。 自慰狂いGカップJK・愛 「わたし、ただ気持ち良くなりたかっただけなのに…」 「あんな酷い男の人たちに、よってたかって乱暴にされて…でも…なんか私の体がオカシイの…胸の鼓動が激しくなって、子宮が疼いて、壊れるくらい何回も絶頂して…もう抜けられないかも知れないです…」（1月13日、オーロラプロジェクト・アネックス）
- 風俗未満店本番交渉でJDセクキャバ嬢をゲッツ!! 高額バイトに手を出したワケあり地味っ娘に、延長&指名をちらつかせ店内厳禁プレイに誘導していくと実は隠れドスケベでなし崩しに中出ししちゃえました!!（1月13日、ゲッツ!!）他出演:広瀬うみ、夢野りんか
- ムッチムチ巨乳娘にスポーツウェア着せてねぶり尽くす（1月19日、ラマコス）※「あい」名義
- 人妻イキ我慢ドキュメント（1月19日、F&A）※「愛」名義
- 巨乳・変態ノーパンJKと御籠り濃厚セックス。 「私、ドMかも知れない...。」 遅咲きで性に目覚めたGカップの純朴少女は、愛液を滴らせ、栗の華の香りに塗れて絶頂に叫ぶ…。（1月25日、オーロラプロジェクト・アネックス)
- この姉妹ども、狂わせてやる…。 調教され変態セックスの虜にされた姉、そして獣たちの次の獲物は更に淫蕩な肢体を持つ妹…。 犯され、輪姦され、媚薬漬けになった姉妹は、肉棒と子種の洗礼を受け、身も心も溺れてゆく…。（1月25日、オーロラプロジェクト・アネックス）共演:広瀬うみ
- 悪徳施術師による母娘同時オイルマッサージ盗撮映像（1月27日、MAGIC）共演:円城ひとみ　他出演:大橋ひとみ、あゆな虹恋
- 完璧な性奴隷 8（1月28日、MAD）共演:あず希
- 久しぶりに同居し始めた巨乳娘のスーツから垣間見える谷間に発情した父! 娘に媚薬を飲ませると触れるだけで感じる敏感ボディに! 母に隠れて大きく揺れるデカ乳を堪能しながら何度も中出し!（2月10日、V&R PRODUCE）他出演:浜崎真緒、瀬田奏恵、江上しほ
- SOD女子社員12名が気持ち良くなりながら主観レポート 11SEX+1パイズリ 市場調査一転! おま○こでオナニーサポートへ!（2月16日、SODクリエイト）※「飯田柚子」名義　他出演:旗田かさね、陣内律、葉山理央、桜庭洋子、野崎穂花、間千鶴、玉井柊音、佐渡八知帆、村重和可子、中山秋穂、椎名有紗
- はじめてのレズ友達 〜ふたりきりの放課後〜（2月19日、レズれ!）共演:咲良つむぎ
- オマ●コ壊さないでください! ロリむちデカ乳ドMっ娘（3月1日、ロリ専科）
- 私(♀)に勉強を教えてほしいとテスト前にやってくるノンケの女友達。他のクラスメイトにバレないようにレズってオトす!（3月1日、変態紳士倶楽部）共演:涼宮琴音
- 好奇心旺盛な今どきの肉食女子が自由気ままに童貞筆おろし（3月2日、アイエナジー）他出演:涼海みさ、真田美樹、水谷あおい
- 巨乳ノーブラタンクトップ姉妹（3月2日、Mr.michiru）共演:相澤ゆりな　他出演:新村あかり、愛咲えな
- ヤレる人妻回春マッサージ 13 〜中出し交渉盗撮〜（3月7日、変態紳士倶楽部）他出演:野々宮みさと、推川ゆうり、篠田ゆう、坂本すみれ
- 温泉宿のドジでノロマな仲居見習いの不手際を注意し、それをネタに脅したら案外、素直に受け入れて生中出しまでさせてくれた一部始終を勝手にAV化!（3月7日、ATLANTIS-H）
- 怪我を言い訳に巨乳で優しい母さんの妹(叔母さん)にオナニーの手伝いを懇願したら淡い期待でギン勃ちした甥っ子チ○ポを近親オマ○コで筆下ろしてくれるのか? 3（3月10日、SCOOP）他出演:とみの伊織、二宮和香 ほか
- 人妻の自宅で寝取り風俗しませんか?リビングでこれからペロぱくって時に「お母さん宿題みて」と息子襲来! 娘の帰宅を玄関で待ち伏せ母親のチ○ポしゃぶり顔を強制見せつけ! 自宅貸しの背徳感に辛抱タマらず素股からの生挿入で人妻マ○コに激烈爆射!（3月10日、SCOOP）他出演:美咲かんな、葵千恵、夏原あかり、大谷みれい
- ヘンリー塚本原作 人生激情 お金の為に抱かれる女たち（3月13日、FAプロ）共演:天海しおり
- 巨乳の母親、長女、次女、三女のマ○コを独り占め! 家庭内近親相姦王様ゲーム ひとり息子のエッチな命令に戸惑いながらも明るく近親相姦大乱交!!（3月18日、ROCKET）共演:二階堂ゆり、桜乃ゆい奈、斉藤みゆ
- 某県女子校内で撮影 イタズラ!?微レズ!? 同級生をかる〜いノリでイジメたりじゃれ合ったり!悪ふざけエロ! 無邪気にやっているけどヤラれた方は冗談じゃ無いよね!!? 11人6時間【2枚組!】（3月18日、サディスティックヴィレッジ）他出演:桜ちなみ、香純あいか、七海ゆあ、咲坂花恋、早川瑞希、藤川れいな、埴生みこ ほか
- 田舎のお嬢様学校の女子校生をさらってレ○プ、射精直前に「お前より可愛い娘を今すぐ電話で呼ばないと中出しするぞ」と脅して友達を連れてこさせてその娘もレ○プ、そして結局全員ナマ中出し! 6（3月18日、サディスティックヴィレッジ）他出演:埴生みこ、咲坂花恋、裕木まゆ、藤川れいな
- 東京人妻中出し図鑑（3月18日、Mr.michiru）他出演:羽月希、愛咲えな、柳あきら
- ノーモザイク・レズれ! 限界突破ver.（3月19日、レズれ!）共演:咲良つむぎ　他出演:蓮実クレア、あず希、江上しほ、野々宮みさと、二階堂ゆり、加藤あやの、藤川れいな、夏樹まりな
- コスプレイヤー ハメ撮りカメラテスト（3月24日、TMA）他出演:浅田結梨、あず希、水嶋アリス、栄川乃亜
- デカ乳輪×マゾ乳首 G乳M妻密室乳嬲り（3月31日、光夜蝶）
- 1人カラオケ店の個室で痙攣絶頂して何度もイキ果てる丸の内OLオナニー盗撮 2（4月1日、変態紳士倶楽部）他出演:篠田ゆう、推川ゆうり、花咲いあん、涼宮琴音 ほか
- ムレムレブルマ合宿 2（4月6日、グローリークエスト）共演:葉山美空、玉木くるみ
- サディスティックヴィレッジ10周年記念作品第一弾 夜勤病棟レ○プ 深夜の病室に一人で見回りに来た新米看護師純白のナース服をヒキチギッテ中出しレ○プ!!スペシャル! 合計16人 8時間2枚組（4月6日、サディスティックヴィレッジ）他出演:藤川れいな、裕木まゆ、咲坂花恋、埴生みこ、七海ゆあ、香純あいか、早川瑞希 ほか
- 某風俗店店長から条件付きで買い取らされた風俗面接動画 面接にきた風俗未経験の巨乳人妻全員に中出しまでしてます。（4月6日、Mr.michiru）他出演:羽月希、相澤ゆりな、桜乃ゆいな
- 一般男女モニタリングAV 素人大学生の性欲徹底検証 朝までエッチしなければ賞金10万円!終電を逃した男女の友達はラブホテルで2人っきりになったら1発10万円の連続射精セックスに挑戦してしまうのか!? 2 彼氏がいてもラブホテルのエッチな雰囲気に呑まれた女子大生オマ○コが男友達のフル勃起チ○ポを生挿入で人生初の中出しセックス!! 4組合計17発を完全収録!（4月7日、ディープス）※「しゅんか」名義　他出演:ひな、まつり、ちひろ
- ヘンリー塚本原作 リアリズムSEX わいせつ家庭事情 妹の彼氏を略奪する姉/娘を亭主に抱かせる母親/おじさんと娘の密会部屋/妻の居ぬ間の逢引SEX（4月13日、FAプロ）他出演:雪見ほのか、七星くるみ、西原美鈴
- いつもノーブラで乳首ポッチを見せつける人妻はちょっとこすっただけで即イキしてしまう超敏感乳首の持主 しつこくオッパイ責めしたらオマ○コ連動で即ヤレるという噂は本当か?（4月14日、SCOOP）他出演:二階堂ゆり、柳あきら ほか
- 朝目覚めたら姉さん(妹)が僕の朝ダチ○ポをつかってお口でコンドームの装着練習をしていた!ちょそんなんされたら我慢できないよぉ!寝起きの頭は脳内射精寸前!目覚めたカラダは辛抱たまらず近親マ○コにおはズボ挿入!! 2（4月14日、SCOOP）他出演:水谷あおい、あけみみう、涼海みさ ほか
- うわっ…お姉さんのお口臭い 食事後の口臭に興奮してしまう男たち（4月20日、レイディックス）他出演:かなで自由、安野由美、さとう愛理、篠宮ゆり、七々瀬凛
- 踏みつけ!! 強制Wクンニ 呼吸困難!マ○コから逃げられない!（4月20日、レイディックス）共演:青井いちご　他出演:美泉咲、光ほたる、最上晶、武居静香、朝霧まゆ、神楽アイネ
- スクール水着×むちむち腿こきオイル（4月25日、アロマ企画）他出演:水谷あおい、水嶋アリス
- 昔ボクをフッた女がロボット出張ヘルス嬢になっていた! 無反応モード中に敏感マ○コを好き放題! 勝手にイったら復讐チ○ポで許可なく中出し!!（4月28日、SCOOP）他出演:涼海みさ、あけみみう、吉田花
- オッパイ美人な叔母さんに家庭教師をお願いしたら隣の谷間に童貞チ○ポは勃起っぱなし!動かさないって約束するからと肉厚なドテ素股でヌイてもらうはずが高まりすぎちゃって熱い膣内にビックバン!!（4月28日、SCOOP）他出演:柳あきら、早野いちか ほか
- はじめからそういうつもりでしょ、これで我慢してもらえますか? やだ恥ずかしい…バカ￥￥（5月1日、ロリ専科）他出演:あず希
- 1人カラオケ店の個室で痙攣絶頂して何度もイキ果てる 池袋JKオナニー盗撮（5月1日、変態紳士倶楽部）他出演:河北はるな、花咲いあん、あけみみう、AIKA ほか
- 「社内羞恥パンストを一人で楽しむ女子社員」 同じ会社のソソる女子社員、実は社内でパンストの中にバイブを仕込んでバレるかハラハラしながら仕事している変態OL!僕に見つかって止めると思いきや「そのまま見てて…」とまさかの催促!イキ果てるまでしっかり見せつけられ、最後はボクのチ○ポまで催促してきた!!（5月3日、SOSORU×GARCON）他出演:若月まりあ ほか
- ナースステーションにこっそり催淫媚薬入りお菓子を差し入れしたら思ったとおり大乱交SEXが始まった!看護婦媚薬大乱交（5月3日、サディスティックヴィレッジ）共演:桜ちなみ、埴生みこ、裕木まゆ、早川瑞希、香澄あいか、七海ゆあ、咲坂花恋
- 素人男女観察! モニタリングAV 男女の友情徹底検証!! 友達同士の男女限定!ふたりきりの飲み会でお互いに知られないようにミッションをクリアすれば賞金100万円! 女性へのミッションは『男に好きって言わせろ』、男性へのミッションは『射精しろ』。 制限時間内で興奮しすぎた男女はどんな結末を迎えるのか?（5月7日、お夜食カンパニー）他出演:今井まい、森保さな ほか
- セーラートゥルーパーズ modern ドミネーション地獄（5月12日、GIGA）共演:今井ゆあ、瀬戸愛莉、久我かのん、しじみ
- 『ねぇ、姉さん(母さん)と先生…どっちが気持ちいい?』 憧れの美人家庭教師しかも巨乳に媚薬を飲ませてヤル気にさせた…と思ったら、姉さん(母さん)も飲んでしまい発情メス化!先生と僕がハメハメしているところに突然乱入してきた…。媚薬でガンギマリな二人が僕の勃起チ○ポを求めて奪い合い!!我慢できずに姉さん(母さん)も仲間に入れて巨乳どんぶり3P。憧れの先生との初めてのセックスが姉さん(母さん)参加で初めての近親相姦も体験してしまった…。しかし姉さん(母さん)もいいオッパイしてたな…笑（5月13日、EROTICA）共演:二階堂ゆり　他出演:野々宮みさと、桐島美奈子
- 痴女のラビリンス（5月13日、アロマ企画）他出演:水嶋アリス、篠田ゆう、加納綾子、あゆな虹恋、水城えま
- AJOI Aromatic Jerk Off Instruction 究極の完全主観 オナニーサポートDVD Tバックパンツ挑発（5月13日、アロマ企画）他出演:篠田ゆう、あゆな虹恋、水城えま、あけみみう
- 俺たち! 魁!!いたずら塾（5月19日、ATOM）他出演:平川莉沙、涼川絢音、宮崎あや、愛華みれい、早川瑞希 ほか
- 究極!思わせぶりチ○ポ! NOと言えない無口なM男くんだから思わずイイ事してあげちゃった!!（5月25日、アロマ企画）他出演:藤川れいな、坂井亜美、今井ゆあ、埴生みこ、水城えま
- 初【潮】JK痴漢 恥ずかし快感で我慢できず吹き漏らすウブ娘6名を発掘!（6月1日、ナチュラルハイ）他出演:七海ゆあ、咲良つむぎ、舞坂仁美、鈴屋いちご、相原翼
- 月本愛の爆乳劇場 Gcup! 90cm（6月1日、プラネットプラス）
- 催眠コンサル ブラック派遣相談（6月1日、催眠研究所別館）
- 愛しの巨尻まにあっくす。 Vol.001（6月9日、BAZOOKA）他出演:姫川ゆうな、さくらみゆき、立花まゆ
- AV女優 裸コレクション 第五弾（6月9日、V&R PRODUCE）他出演:波多野結衣、KAORI、羽生ありさ、一条綺美香、相澤ゆりな、三島奈津子、有沢実紗、本庄優花、由來ちとせ、松下美織、黒木いくみ、涼川絢音、瀬田奏恵、波木真由、星空もあ、さとう愛理、絢森いちか、跡美しゅり、川村まや
- ゲスの極み温泉 貸切湯8組目（6月9日、フルセイル）
- スペシャルファイターの【受】プロレス技コレクション 6（6月9日、バトル）他出演:吉田花
- 自画撮りオナニーサポート エッチな体で見せつけ挑発!（6月13日、アロマ企画）他出演:坂井亜美、森はるら、斉藤みゆ、黒木いくみ
- ドキュメンTV×PRESTIGE PREMIUM 家まで送ってイイですか? 07（6月16日、プレステージ）※「あき」名義　他出演:ゆかり、ちはや、ゆうり、ミズエ
- マングリード 3（6月16日、サルトル映像出版）他出演:水谷あおい、あやね遥菜、あゆな虹恋、柊木なな、水嶋アリス、浜崎真緒、成海夏季、笹宮えれな、沙原さゆ、葉山美空
- 数年ぶりに見た妹2人の体はちょっとだけ大人!? 妹2人と川の字近親相姦! 田舎に住んでいた妹2人が都会で一人暮らしをしているボクのワンルームに泊まりに来た!数年見ないうちに成長した2人の体が気になってしまう自分が嫌なのですが、部屋が狭いから逃げ場も無く目のやり場に困ってしまう。妹なのにいつ勃起してもおかしくないボクは「明日、帰れよ」と言うも絶対引かない妹2人。仕方なく狭い寝床で川の字になって寝るけど、妹のいつの間にか膨らみかけた胸が無防備な姿で寝ているので見えてしまい、我慢できずやはり勃起しまくり、気がついたら妹の胸を触ってしまっているボク。しかし、妹は気づかないフリを感じるあまりできなくなり、もっとして欲しいとお願いしてきたのです。さらにはその様子を見ていた姉にも迫られて!（6月19日、Hunter）共演:涼海みさ　他出演:跡美しゅり、あおいれな、涼宮琴音、篠宮ゆり
- エッチなJKがカウンセラーのED治療院（6月23日、REAL）他出演:相澤ゆりな、柊木なな、盛岡れみ
- 揺れ乳ピストン×跳ね乳騎乗位（6月25日、アロマ企画）他出演:今井ゆあ、本真ゆり
- 健全ヌキ無しエステ店のお姉さんが客のガン反りチ○ポに発情して待機部屋で店長とこっそりハメていた!!（7月1日、ヤリマン伝説）他出演:なつめ愛莉、彩奈リナ、森はるら ほか
- 冴えない巨チンの僕がまさかのハメまくり撮影会 日焼けあとアイドル編（7月14日、BAZOOKA）共演:澁谷果歩、紺野ひかる
- 1vs1 ノーカット初撮り S級素人 1発勝負SEX VOL.004（7月14日、S級素人）他出演:北川レイラ ほか
- 禁断のポルチオ&スペンス乳腺 アンチエイジングオイルマッサージ店ガチ盗撮（7月14日、SCOOP）他3名出演
- はだかの家政婦  全裸家政婦紹介所 (8月1日、プラネットプラス)
- エロ尻女子校生 ピストン騎乗位 (8月25日、アロマ企画) 他出演:松下美織、野々宮みさと、桜咲姫莉、咲坂花恋、若菜まゆ
- 夫の部下に犯された初心な巨乳妻〜都会の罠にハマり堕ちていく〜（8月25日、人妻花園劇場）
- 催眠人間-羨望と嫉妬と寵愛-（9月1日、催眠研究所別館）共演:RISA、愛瀬美希
- 自然体で感じる姿がエロ過ぎる女の子（9月1日、S-Cute）共演:河北はるな、泉ののか、夏希みなみ、他
- 高学歴巨乳家庭教師に媚薬入りのお茶を飲ませてみたら効果抜群!触るだけで何度も絶頂するので中出ししてみたら涎をダラダラ垂らしながら悦んでくれた（9月7日、かぐや姫Pt/妄想族）共演:あず希、水城りの
- カメラ小僧御用達 地下アイドル コスプレマニア撮影会（9月13日、アロマ企画）共演:山川ゆな、北川ゆず、柊木なな、他
- 挑発的チラリズムコレクション 3（9月25日、アロマ企画）共演:蓮実クレア、横山凛、松下美織、水澤りこ
- 【h.m.p営業部員】 出社初日からカラダを張って会社に貢献していきます!（10月6日、h.m.p）
- 指名され向かった先は親戚の伯父さん宅!?素股までの約束が媚薬をこっそり塗られ気持ちよくなっちゃって自ら生挿入!!（10月13日、ケイ・エム・プロデュース）共演:九条さやか、斉藤みゆ、葉月美音、他
- ニーソックスを履いた競泳水着のお姉さんに太もも責めされる男（10月27日、レアルワークス）共演:早川瑞希、相澤ゆりな、柊木なな、他
- ノーカット限界焦らし連続75回絶頂SEX!!イキすぎるh.m.p営業部員（11月3日、h.m.p）
- せっかく女になったのに…不完全な女体化で下半身はふたなり!?（11月16日、ROCKET）共演:桜ちなみ、横山みれい
- 彼女はピュアでスケベ過ぎる。無垢な美少女の本気SEX（12月1日、S-Cute）共演:枢木あおい、一色さゆり、宮沢ゆかり、他
- 赤ちゃん言葉しか使ってくれない大人の保育所 貴方の心を解放する爆乳専門インナーチャイルド啓発センター（12月13日、MARX）共演:羽月希、真木今日子

- 「愛とチ○ポとお酒とSEX」〜お酒大好き月本愛は自由奔放大胆SEXでヤリたい放題〜（1月12日、h.m.p）
- いつの間にか僕の部屋でたむろうようになった家出女子校生たちは、いつも僕のチ●ポを弄ぶ!（1月12日、メディアステーション）共演:佐々波綾、笹倉杏、篠崎みお
- 男性の前で無意識に乳休めする人妻たち おっぱいを机に乗せて重力の負担を軽減させる巨乳の女たちは本当はただ欲求不満でセックスアピールしてるだけ（1月19日、かぐや姫Pt/妄想族）共演:野々宮みさと、柚月すず
- ヘンリー塚本原作 熟れた乳房（2月13日、FAプロ）共演:よしい美希、天海しおり、石川明日美
- 僕らの性欲をまるごと飲み干す!爆乳ごっくん委員長（2月13日、Fitch）
- 「あっ!ナマで入っちゃった!」凄テクオイル素股でチ○ポをマ○コに擦りつけてたら思わずフル勃起からの生挿入!本番禁止のはずなのに生中出しSEXまでしちゃった5人の爆乳ボインデリヘル嬢（2月15日、グローリークエスト）共演:ERIKA、今宮いずみ、天野美優、浅田結梨
- はだけた胸元＆チラチラ太ももがウリの浴衣メンズエステに潜入盗撮（2月20日、STAR PARADISE）共演:神山なな、二階堂ゆり、なつめ愛莉、生駒はるな
- 誘惑若妻レズビアン 情欲濃厚接吻と猥褻性行為（2月22日、ヒビノ）共演:優梨まいな
- 魅惑のGカップ 回春中出しエステサロン（3月2日、h.m.p）
- 月本愛ベスト4時間（4月6日、h.m.p）
- 再婚相手の連れ子が無防備な女子校生で股間暴走生中出し!2（4月10日、ブリット）共演:七瀬あいり、優木カリナ、一ノ瀬もも
- 世界で一番恥ずかしい乳輪と卑猥な乳首（4月19日、ROOKIE）
- 「一緒にお風呂入ろう!」 ボインが急成長した親戚のお姉ちゃんが僕を子供扱いして体を洗いっこ。みるみる勃起してくる僕のチ○コにお姉ちゃんの興奮は隠し切れず二人っきりになれる部屋に連れこんで僕に性教育してくれました（4月26日、SWITCH）共演:蓮実クレア、尾上若葉
- 出産して感度の上がった美人妻に極太チ○ポをねじ込みイッても止めない追撃ピストン!本気で連続イキする中出し絶頂!!（5月11日、プレステージ）共演:優梨まいな、相澤ゆりな
- ヘンリー塚本 青姦 ヌケるド迫力映像（5月13日、FAプロ）共演:川越ゆい、羽月希、葵千恵
- 制服好きのおじさんに犯されてます。おじさんと私、あい（6月8日、メディアステーション）
- 時間停止おっぱいモミモミ学園3 強制解除で絶叫パニック中出しレ×プ（6月19日、OPPAI）共演:天野美優
- 修学旅行の女部屋で先生から隠れるために可愛い女子と密着興奮 バレないようにやっちゃった俺（6月21日、アキノリ）共演:吉良いろは、枢木あおい
- 「主人には精子が飲みたいなんて言えなくて…」清楚すぎるアラサー巨乳妻が初めての精飲!一度の精飲では物足りず笑顔で二回戦!激しくイキ乱れ追い打ちごっくん!合計16精飲!!（6月29日、プレステージ）共演:今井ゆあ、川崎亜里沙、桃山凛
- 中出しご奉仕いたします 巨乳はちみつメイドカフェ（7月13日、メディアステーション）共演:水川スミレ、宝田もなみ、河音くるみ
- 「私のマ○コ臭うのかな…?」クンニされないのを気にする妹は兄である僕に突然マ○コにケアクリームを塗ってと頼んできた!ちゃんと見て臭いも嗅いでほしいとしつこいので、ファーストクンニを奪ったら…（7月20日、プレステージ）共演:宮崎あや、生駒はるな、七海ゆあ
- えろキャン△（7月27日、TMA）共演:もりの小鳥、枢木あおい、あおいれな、白井ゆずか
- エルフの住む森へようこそ!（8月24日、TMA）共演:優梨まいな、優月まりな
- 教え子と生中出し温泉旅行 あいちゃん（9月14日、メディアステーション）

2019年
- まるっと!月本愛 (10月1日、プラネットプラス) ※単体ベスト

### イメージDVD
- Pure Moe Mix（2016年7月25日、日本コンテンツ流通）
- Ai むちふわラブムーン（2017年5月4日、REbecca）
- 使・え・るオッパイ（2018年1月26日、スパイスビジュアル）※「愛田美月」名義
- bonne（2018年1月26日、スパイスビジュアル）※「柳原えみり」名義

### 同人
- 爆乳エロチューバーの体当たりすぎる連続潮吹きガチオナレビュー動画（2017年12月16日、ぷにもえ!）
- 【Gカップ】爆乳駆逐艦の男を落す極上コスハメ性交（2017年12月27日、ぷにもえ!）
- フェラ中に聞いちゃう50の質問&特別オフショット動画（2018年2月7日、ぷにもえ!）

### VRソフト
- 夢のモテモテ体験!日替わり彼女に4マタ中だしSEX!!（2018年2月13日、ケイ・エム・プロデュース）共演:五十嵐星蘭、愛瀬美希、ひなた澪
- 突然僕に起こった超ラッキーな1日!!3人の色んな女とやりまくり入院生活!（2018年10月17日、VR buz）共演:真木今日子、水川スミレ

## 映画
- 出会ってないけど、さようなら（2017年7月1日公開、オーピー映画）[6] - 「木崎明日香」役
- 熟女ヴァージン　揉まれて港町（2017年4月28日、オーピー映画）- 木崎明日香 役[7]
- 夫がツチノコに殺されました。（2017年7月9日公開、オーピー映画）[8] - 「加藤うさぎ」役
- えろぼん! オヤジとムスコの性春日記（2018年2月10日公開、監督:池島ゆたか、スターボード・Abukawa corporation）[9] - 「沙希」役　共演：一条綺美香（ダブル主演）
- ひまわりDays（2018年、OP PICTURES） - ※『ひまわりDays　全身が性感帯』の一般公開用編集作品[10]

## インターネット放送
- トイズハートプレゼンツ「パリッコの飲み行く！？」（2017年10月3日、YouTube トイズハートチャンネル）＊第１回ゲスト[11]